# 奥帕曹托尔瑙
奥帕曹托尔瑙，是匈牙利维斯普雷姆州代韦切里区所辖的一个村，总面积7.29平方公里，总人口160，人口密度21.9人/平方公里（2010年1月1日）。